# シナククリィヘビ
シナククリィヘビ（Oligodon chinensis）は、爬虫綱有鱗目ナミヘビ科ククリィヘビ属に分類されるヘビ。

## 分布
中華人民共和国南部、ベトナム北部

## 形態
最大全長72.9センチメートル。胴体中央部の斜めに列になった背面の鱗の数（体鱗列数）は17。総排出口までの腹面にある幅の広い鱗の数（腹板数）は177-197。総排出口から後部の鱗の数（尾下板数）は48-65ずつ。頭部に三角形の黒褐色の斑紋が入る。頭部から頸部にかけても、アルファベットの逆「V」字状をした黒褐色の斑紋が入る。背面の色彩は灰褐色や褐色。14-16本の黒褐色の横縞が入り、横縞の間にも不規則に黒い斑紋が入る。正中線上に赤や橙色の縦縞が入る個体もいる。腹面の色彩は淡黄色や白で、側面に不明瞭な褐色斑が入る個体もいる。
孵化直後の幼蛇は全長10-12センチメートル。

## 生態
平地から標高1,000メートル以下の山地にかけて生息する。地表棲だが、堆積した落ち葉に潜ることもある。夜行性だが、昼間に活動する事もある。
食性は動物食で、主に爬虫類の卵を食べるが、小型爬虫類そのものも食べる。卵は殻を上顎の湾曲した歯で切断し、中に頭部を入れて食べる。
繁殖形態は卵生。飼育下では1回に5個の卵を産んだ例がある。

## 人間との関係
ペットとして飼育される事もあり、日本にも輸入されている。